# Abacetus cameronus
Abacetus cameronus es una especie de escarabajo terrestre de la subfamilia Pterostichinae.  Fue descrito por Henry Walter Bates en 1886. 